# Saint-Vincent-du-Boulay
Pour les articles homonymes, voir Saint-Vincent et Boulay.
 (février 2017).
Si vous disposez d'ouvrages ou d'articles de référence ou si vous connaissez des sites web de qualité traitant du thème abordé ici, merci de compléter l'article en donnant les références utiles à sa vérifiabilité et en les liant à la section « Notes et références ».
Saint-Vincent-du-Boulay est une commune française située dans le département de l'Eure, en région Normandie.

## Géographie

### Localisation
Saint-Vincent-du-Boulay est une commune de l'Ouest du département de l'Eure. Elle est située dans la région naturelle du Lieuvin et appartient au canton de Beuzeville.
| Drucourt                           | Drucourt, Bournainville-Faverolles | Saint-Martin-du-Tilleul |
| Le Planquay, Saint-Mards-de-Fresne | Saint-Vincent-du-Boulay            | Saint-Martin-du-Tilleul |
| Saint-Mards-de-Fresne              | Saint-Mards-de-Fresne, Plainville  | Saint-Martin-du-Tilleul |

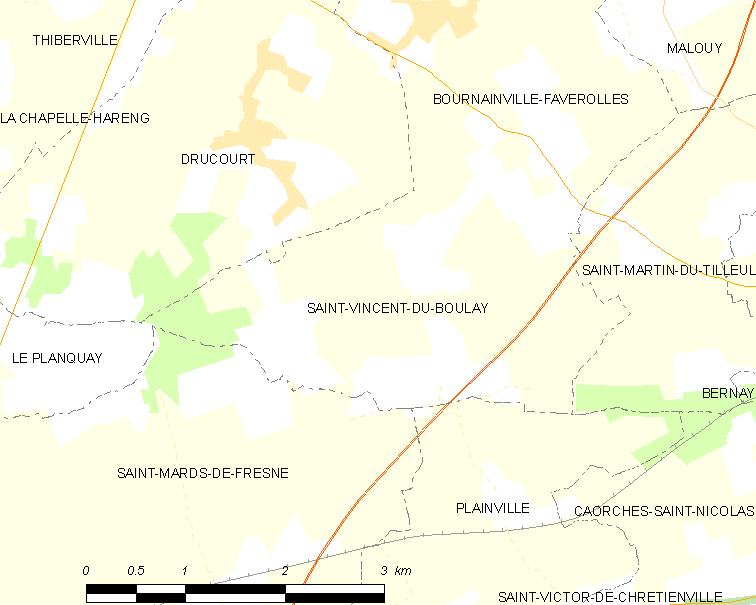
Carte de la commune.

Les hameaux de ce village sont les suivants (la Bouchonnière, le Boulay, les Buissons, le Chesnay, la Conardière, le Courcy, le Cravas, le Cresson, la Devinière et le Village) et d'un triage (le triage des Authieux).Le conseil municipal 1977/2008 a donné ces noms au voies de communications, afin qu'ils se perpétuent.

### Voies de communication et transports
Sur cette commune subsiste une halte de l'ancien chemin de fer (halte rénovée par les soins de la communauté de communes du canton) cette ligne de chemin de fer (C G M) exploitée de 1905 à 1934 reliait Cormeilles à Sainte-Gauburge via Bernay. Il transportait des voyageurs et des marchandises. 
À ceci vint se substituer un autocar réservé principalement aux voyageurs avec leurs bagages, et ce mode de transport partant de Cormeilles et ralliant Bernay prit fin au cours des années 1960. Les rails furent enlevés par les occupants durant l'occupation. (Ch R)
En l'époque gallo-romaine le secteur possédait deux grandes voies romaines. La première de MEDIOLANUM à NOVIOMAGUS. La seconde de NOVIOMAGUS à CONDATE et par extension à LUTECE. Au Moyen Âge dix grands chemins traversaient le canton dont cinq empruntaient le village. Le chemin dit de Lisieux (de Bernay à Lisieux), il entrait dans le canton à Saint Vincent du Boulay  puis Drucourt, Thiberville, Le chemin de Rouen (de Livarot à Rouen), il entrait dans le canton à St Germain la Campagne puis Saint Mards de Fresne, et St Vincent du Boulay. Le chemin de Chambray (Broglie à Pont-Audemer), il entrait dans le canton à Saint- Vincent du Boulay, puis Bournainville, Duranville, Barville, Saint Aubin de Scellon et Heudreville en Lieuvin. Le chemin de Pont-Audemer (d'Orbec à Pont-Audemer) il entrait dans le canton à Saint Germain la Campagne puis Saint Mards de Fresne, St Vincent du Boulay, Faverolles les Mares, Bounainville et Le theil-Nolent. Le chemin de Courtonne (de Courtonne à Bernay) il entrait dans le canton à Saint Mards de Fresne puis Saint Vincent du Boulay. Plus tard le chemin de l'Aigle (Laigle) à Honfleur (Broglie Thiberville) aussi appelé chemin de Chambrais traverse le village desservant notre bourg (C D 22).

### Hydrographie
La commune est située dans le bassin Seine-Normandie. Elle n'est drainée par aucun cours d'eau,.

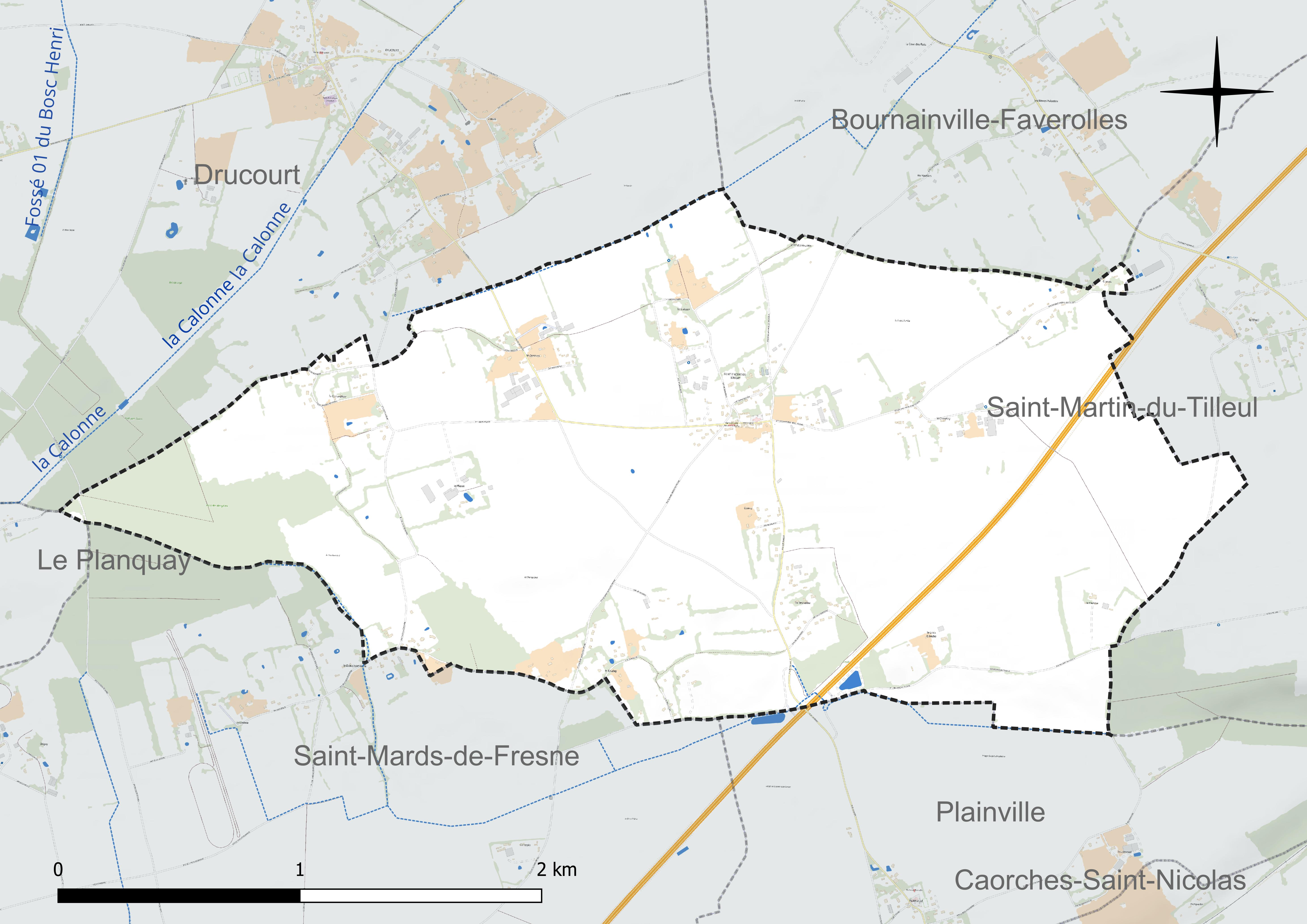
Réseau hydrographique de Saint-Vincent-du-Boulay.

### Climat
Pour des articles plus généraux, voir Climat de la Normandie et Climat de l'Eure.
En 2010, le climat de la commune est de type climat océanique dégradé des plaines du Centre et du Nord, selon une étude du CNRS s'appuyant sur une série de données couvrant la période 1971-2000. En 2020, Météo-France publie une typologie des climats de la France métropolitaine dans laquelle la commune est exposée à un climat océanique et est dans la région climatique  Côtes de la Manche orientale, caractérisée par un faible ensoleillement (1 550 h/an) ; forte humidité de l’air (plus de 20 h/jour avec humidité relative > 80 % en hiver), vents forts fréquents. Parallèlement le GIEC normand, un groupe régional d’experts sur le climat, différencie quant à lui, dans une étude de 2020, trois grands types de climats pour la région Normandie, nuancés à une échelle plus fine par les facteurs géographiques locaux. La commune est, selon ce zonage, exposée à un « climat contrasté des collines », correspondant au Pays d’Auge, Lieuvin et Roumois, moins directement soumis aux flux océaniques et connaissant toutefois des précipitations assez marquées en raison des reliefs collinaires qui favorisent leur formation.
Pour la période 1971-2000, la température annuelle moyenne est de 9,9 °C, avec  une amplitude thermique annuelle de 13,4 °C. Le cumul annuel moyen de précipitations est de 854 mm, avec 12,7 jours de précipitations en janvier et 8,7 jours en juillet. Pour la période 1991-2020, la température moyenne annuelle observée sur la station météorologique la plus proche, située sur la commune de Bernay à 8 km à vol d'oiseau, est de 10,9 °C et le cumul annuel moyen de précipitations est de 666,9 mm,. Pour l'avenir, les paramètres climatiques de la commune estimés pour 2050 selon différents scénarios d’émission de gaz à effet de serre sont consultables sur un site dédié publié par Météo-France en novembre 2022.

## Urbanisme

### Typologie
Au 1er janvier 2024, Saint-Vincent-du-Boulay est catégorisée commune rurale à habitat dispersé, selon la nouvelle grille communale de densité à 7 niveaux définie par l'Insee en 2022.
Elle est située hors unité urbaine. Par ailleurs la commune fait partie de l'aire d'attraction de Bernay, dont elle est une commune de la couronne,. Cette aire, qui regroupe 36 communes, est catégorisée dans les aires de moins de 50 000 habitants,.

### Occupation des sols
L'occupation des sols de la commune, telle qu'elle ressort de la base de données européenne d’occupation biophysique des sols Corine Land Cover (CLC), est marquée par l'importance des territoires agricoles (95,5 % en 2018), une proportion identique à celle de 1990 (95,5 %). La répartition détaillée en 2018 est la suivante: 
terres arables (63,6%), prairies (31,9%), forêts (4,5%). L'évolution de l’occupation des sols de la commune et de ses infrastructures peut être observée sur les différentes représentations cartographiques du territoire : la carte de Cassini (XVIIIe siècle), la carte d'état-major (1820-1866) et les cartes ou photos aériennes de l'IGN pour la période actuelle (1950 à aujourd'hui).

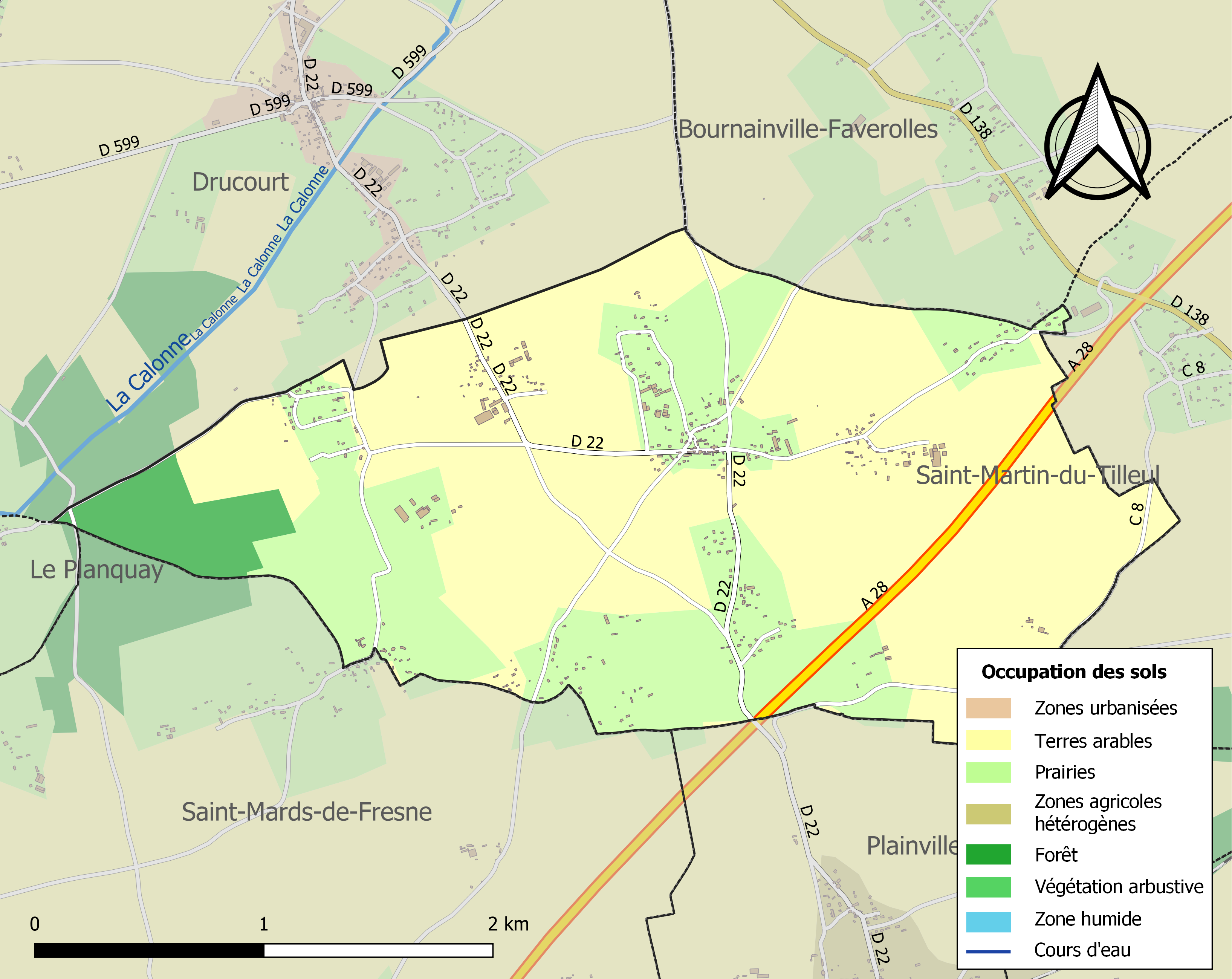
Carte des infrastructures et de l'occupation des sols de la commune en 2018 (CLC).

## Toponymie
L'hagiotoponyme de la localité est attesté sous la forme Sanctus Vincentius de Boelay aux XIIe et XIIIe siècles, Sanctus Vincentus de Boulleyo et Sanctus Vencentius de Boulleyo en 1248 (obituaire de Lisieux), Saint Vincent du Boullei en 1260 (cartulaire du Bec).
Il s'agit peut-être de Saint Vincent d'Agen, mort décapité à l'épée dont l'iconographie mêle souvent celle de Vincent de Saragosse.
Le Boulay est un Hameau du village.

Boulay est une formation toponymique médiévale, un appellatif issu du gallo-romain, « plantations de bouleaux ».

## Histoire
Saint-Vincent-du-Boulay ancien fief de haubert, paroisse des diocèses de Lisieux-Vicomté et élection de Bernay, fief relevant du roi, généralité d'Alençon, parlement de Rouen.
Dans la localité, subsistent des vestiges de la voie romaine Brionne à Orbec (Rouen - Bordeaux). L'autoroute A 28 de nos jours sinue à peu de chose près sur le même parcours. Par une charte de 1242 Guillaume de Pont de l'arche évêque de Lisieux donne à son chapitre la dîme de St Vincentius du Boulleyo. 
On relève dans un obituaire de Lisieux en 1248, le nom « Sancti Vincenti du Boulleyo » 
En 1264, Saint-Vincent du Boullai figure sur le registrum de Louis IX,(Saint-Louis). En 1320, Saint-Vincent-du-Boulay comptait 32 feux. 
Vers. 1700, Saint-Vincent-du-Boulay était un fief appartenant à François Bouton, comte de Chamilly 
seigneur, patron de Beaumesnil, et cetera. 
En 1711, Jean Chrétien, escuyer, seigneur du village, obtient de François Bouton, la réunion du fief de Saint-Vincent-du-Boulay, qu'il avait acheté, au fief à lui appartenant d'ancien propre. 
En 1723, Jacques Chrétien, escuyer, obtint commission pour informer. 
En 1744, Jean Chrétien, fils de Jean était seigneur du village. 
En 1759, la dîme de Saint-Vincent du Boulay rapportait au chapitre de Lisieux, une somme annuelle de 750 livres.

## Politique et administration
| Période | Période  | Identité                        | Étiquette | Qualité                                                                                   |
| ------- | -------- | ------------------------------- | --------- | ----------------------------------------------------------------------------------------- |
| 1789    | 1791     | Le Curé Lecuyer                 |           | Abbé                                                                                      |
| 1791    | 1797     | David Conard                    |           | Fabricant                                                                                 |
| 1797    | 1803     | Jean-Baptiste Lecuyer           |           | Propriétaire terrien                                                                      |
| 1803    | 1810     | Pierre-François Tullou-Demarest |           | Propriétaire terrien                                                                      |
| 1810    | 1813     | François Bunel                  |           | Propriétaire terrien                                                                      |
| 1813    | 1821     | Gabriel Desmares                |           | Propriétaire terrien                                                                      |
| 1821    | 1824     | Nicolas-Robert Cosnard          |           | Propriétaire terrien                                                                      |
| 1825    | 1846     | Amand Mauviel                   |           | Propriétaire terrien                                                                      |
| 1846    | 1847     | Jean-Thomas Delalande           |           | Propriétaire terrien                                                                      |
| 1847    | 1864     | Louis Gore                      |           | Propriétaire terrien                                                                      |
| 1864    | 1867     | Eugène Leriche                  |           | Propriétaire terrien                                                                      |
| 1867    | 1881     | Désir Leroy                     |           | Propriétaire-exploitant                                                                   |
| 1881    | 1884     | Ananie Oubert                   |           | Propriétaire-exploitant                                                                   |
| 1884    | 1888     | Florentin Fourquemin            |           | Propriétaire-exploitant                                                                   |
| 1888    | 1892     | Charles Janoyer                 |           | Commissaire de police                                                                     |
| 1892    | 1895     | Florentin Fourquemin            |           | Propriétaire-exploitant                                                                   |
| 1895    | 1900     | Henri Pollin                    |           | Commerçant                                                                                |
| 1900    | 1917     | Paul Mesnil                     | SE        | Propriétaire-exploitant                                                                   |
| 1917    | 1928     | Henri Pollin                    | SE        | Propriétaire-exploitant                                                                   |
| 1928    | 1935     | Émile Broutin                   | SE        | Propriétaire-exploitant                                                                   |
| 1935    | 1942     | Henri Dandin                    | SE        | Enseignant retraité                                                                       |
| 1942    | 1942     | Jean Conard                     | SE        | Propriétaire-exploitant, nommé par le régime de Vichy                                     |
| 1942    | 1944     | René Bucaille                   | SE        | Propriétaire-exploitant Président de la délégation spéciale nommée par le régime de Vichy |
| 1944    | 1963     | Henri Dandin                    | SE        | Enseignant retraité                                                                       |
| 1963    | 1977     | André Dutheil                   | SE        | Agent des Ponts et Chaussées                                                              |
| 1977    | 2008     | Christian Ruffray               | SE        | Commerçant                                                                                |
| 2008    | En cours | Christian Famery                | DVD       | Agriculteur retraité                                                                      |

## Démographie
L'évolution du nombre d'habitants est connue à travers les recensements de la population effectués dans la commune depuis 1793. Pour les communes de moins de 10 000 habitants, une enquête de recensement portant sur toute la population est réalisée tous les cinq ans, les populations de référence des années intermédiaires étant quant à elles estimées par interpolation ou extrapolation. Pour la commune, le premier recensement exhaustif entrant dans le cadre du nouveau dispositif a été réalisé en 2006.

En 2022, la commune comptait 370 habitants, en évolution de −2,12 % par rapport à 2016 (Eure : −0,25 %, France hors Mayotte : +2,11 %).
| 1793 | 1800 | 1806 | 1821 | 1831 | 1836 | 1841 | 1846 | 1851 |
| ---- | ---- | ---- | ---- | ---- | ---- | ---- | ---- | ---- |
| 641  | 723  | 815  | 794  | 802  | 797  | 803  | 814  | 762  |

| 1856 | 1861 | 1866 | 1872 | 1876 | 1881 | 1886 | 1891 | 1896 |
| ---- | ---- | ---- | ---- | ---- | ---- | ---- | ---- | ---- |
| 760  | 750  | 702  | 612  | 580  | 543  | 477  | 412  | 393  |

| 1901 | 1906 | 1911 | 1921 | 1926 | 1931 | 1936 | 1946 | 1954 |
| ---- | ---- | ---- | ---- | ---- | ---- | ---- | ---- | ---- |
| 389  | 356  | 341  | 301  | 278  | 289  | 274  | 227  | 232  |

| 1962 | 1968 | 1975 | 1982 | 1990 | 1999 | 2006 | 2011 | 2016 |
| ---- | ---- | ---- | ---- | ---- | ---- | ---- | ---- | ---- |
| 254  | 231  | 220  | 258  | 263  | 267  | 277  | 329  | 378  |

| 2021 | 2022 | - | - | - | - | - | - | - |
| ---- | ---- | - | - | - | - | - | - | - |
| 373  | 370  | - | - | - | - | - | - | - |

## Culture locale et patrimoine

### Lieux et monuments
- Ecole, En 1835 Mlle Tulloup-Desmarets (ou Thulou des Maraist) lègue a la commune un local qui sera utilisé pour l'enseignement primaire. En 1852 l'école communale mixte occupant des locaux anciens est opérationnelle.
- Mairie. En 1903 le conseil municipal décide la construction d'une mairie jouxtant la maison d'école. Cette mairie sera rénovée et agrandie (2001/2008).
- Église Saint-Vincent[24]

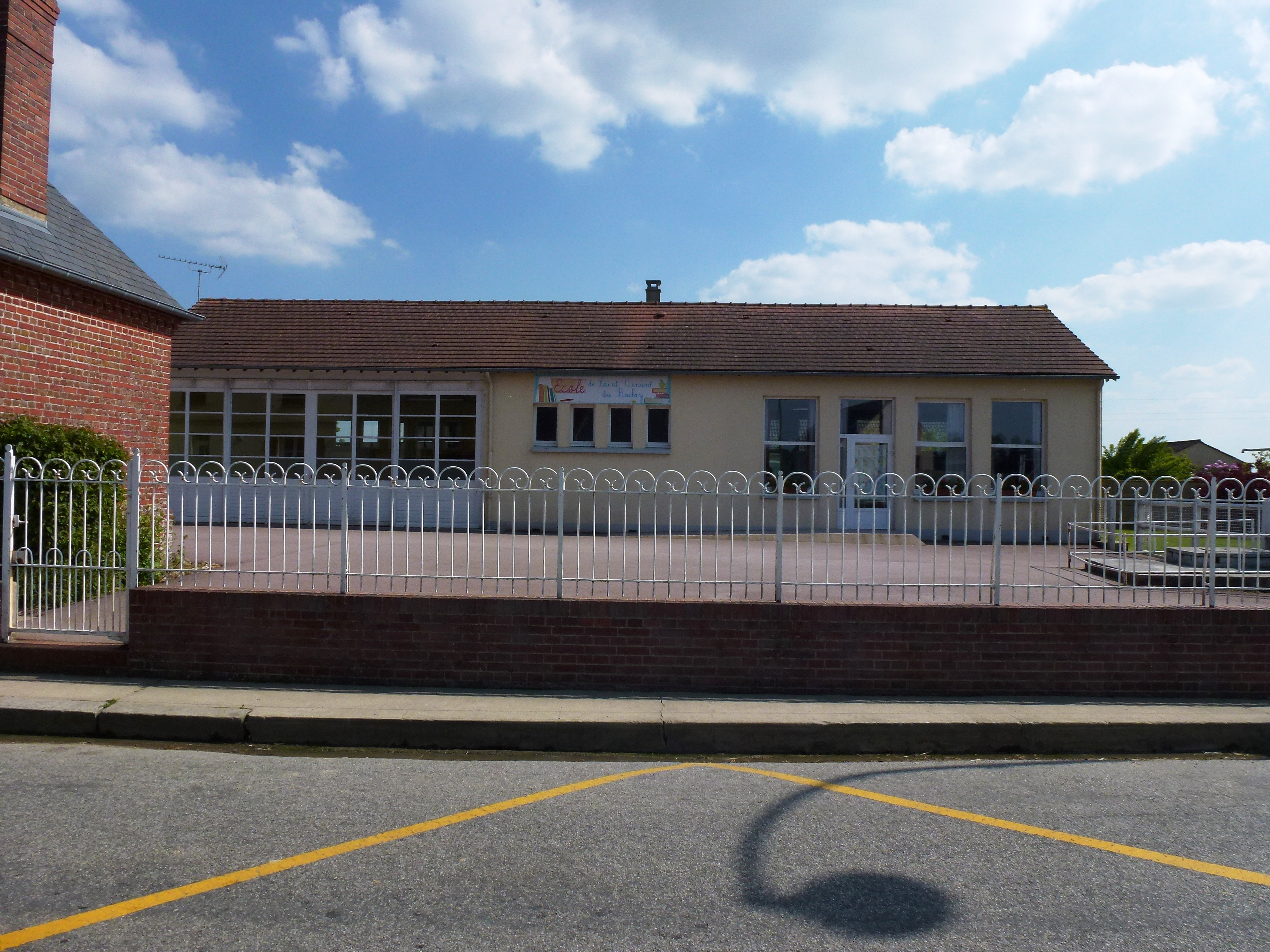
École.
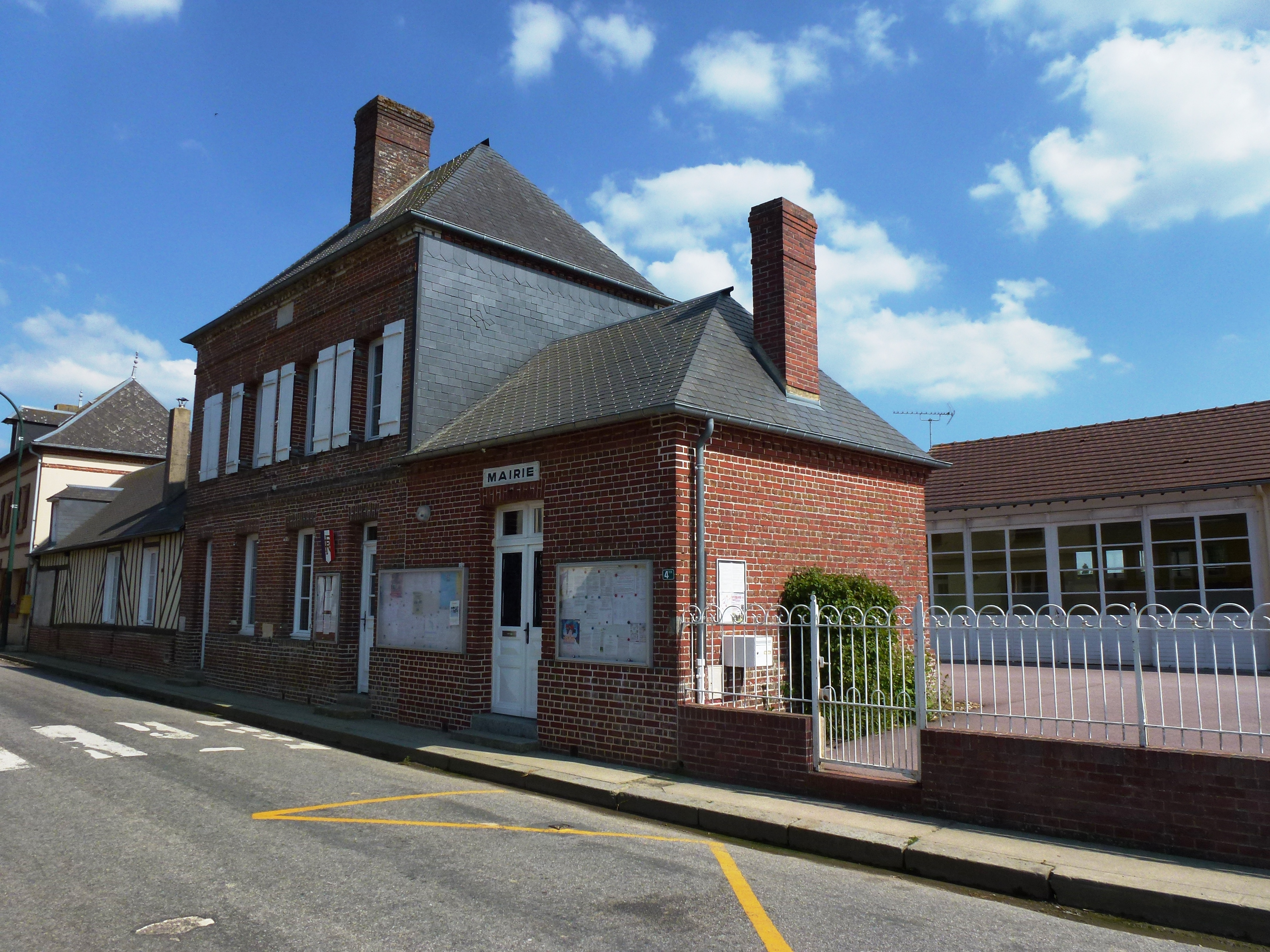
Mairie.
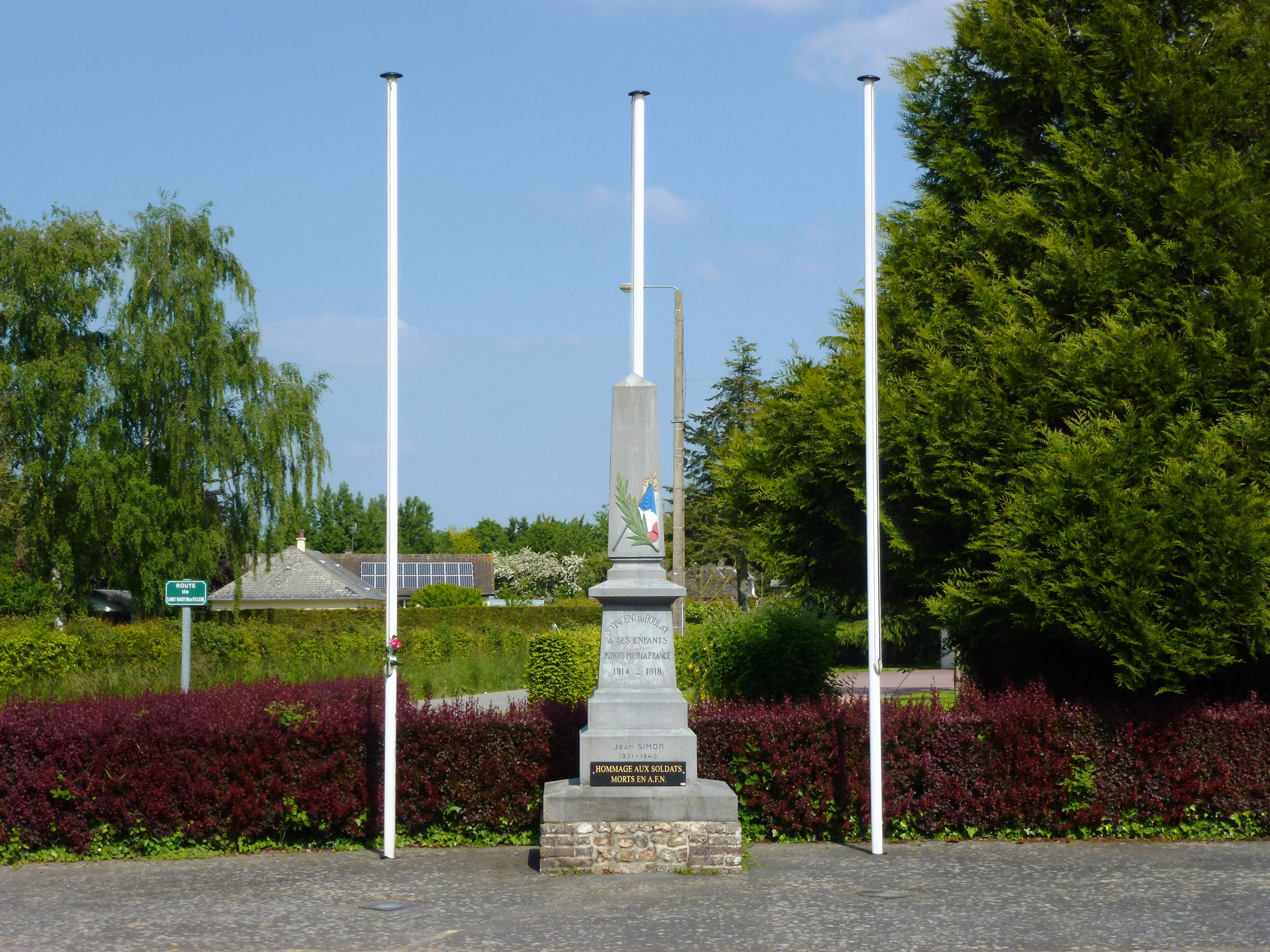
Monument aux morts.

### Personnalités liées à la commune
- Jean Le Michel, écuyer,  sieur du Boulay et de Chrétienville,  a été inhumé dans l'église en 1702. Il etait né au manoir de Bellou et est l'aïeul des Thulou des Maraist.

## Héraldique
| Blason de Saint-Vincent-du-Boulay | Blason  | Parti: au 1er d'argent à la grappe de raisin de pourpre tigée et feuillée au naturel, au 2e d’azur au bouleau au naturel; au chef de gueules chargé d’un léopard d’or armé et lampassé d’azur. |
| Blason de Saint-Vincent-du-Boulay | Détails | Les raisins évoquent Saint-Vincent. Le bouleau évoque le nom de la commune. Le léopard d'or rappelle les armoiries de Normandie. Adopté en février 2023.                                       |